# Zapovednik Oljokminski
Zapovednik Oljokminski (Russisch: Олёкминский государственный природный заповедник) is een strikt natuurreservaat gelegen in het zuiden van de republiek Jakoetië in Oost-Siberië. De oprichting tot zapovednik vond plaats op 3 januari 1984 per decreet (№ 2/1982) van de Raad van Ministers van de Russische SFSR. Na een uitbreiding van de oppervlakte in 2009 heeft Zapovednik Oljokminski een grootte van 8.514,13 km². Ook werd er een bufferzone van 736 km² ingesteld. Het doel van oprichting was om de natuurlijke staat van de bergtaigacomplexen in het zuiden van Jakoetië te behouden.

## Kenmerken
Zapovednik Oljokminski ligt op de grens van het Lena-plateau en het Hoogland van Aldan, op de waterscheiding van de rivieren Oljokma, Toeolba en Amga. Het reservaat kent meerdere biotopen die verdeeld zijn door middel van een verticale zonering. Tussen 400 en 900 meter hoogte bevindt zich de middelste bergtaigazone. Tussen 900 en 1.000 meter hoogte bevindt zich de bovenste bergtaigazone en bestaat grotendeels uit Aziatische lariks (Larix gmelinii). Van 1.000 à 1.100 meter en hoger begint de bergtoendrazone.

## Flora en fauna
Belangrijke bosvormende soorten in Zapovednik Oljokminski zijn de Aziatische lariks, Aziatische berk (Betula platyphylla), Siberische zilverspar (Abies sibirica), Siberische spar (Picea obovata), grove den (Pinus sylvestris) en Siberische den (Pinus sibirica).
De fauna in het gebied is kenmerkend voor het noorden van Azië. Typische boreale soorten als sabelmarter (Martes zibellina), veelvraat (Gulo gulo), bruine beer (Ursus arctos), gewone vliegende eekhoorn (Pteromys volans) en Siberische grondeekhoorn (Tamias sibiricus) komen hier voor met zuidelijker soorten als oessoerihert (Cervus canadensis xanthopygus), Siberisch ree (Capreolus pygargus) en bergtaigasoorten als Siberisch muskushert (Moschus moschiferus) en noordelijke fluithaas (Ochotona hyperborea). Ook de vogelsoorten die hier leven zijn vaak typisch boreale soorten, zoals het hazelhoen (Tetrastes bonasia), rotsauerhoen (Tetrao urogalloides), laplanduil (Strix nebulosa), roodkeelnachtegaal (Calliope calliope), roetvliegenvanger (Muscicapa sibirica) en Siberische lijster (Geokichla sibirica).